# 異絲夢角鮟鱇
異絲夢角鮟鱇，為輻鰭魚綱鮟鱇目棘茄魚亞目夢角鮟鱇科的其中一種。分布於東太平洋的智利海域，屬深海魚類，棲息深度約1000公尺。

## 扩展阅读
維基物種上的相關：異絲夢角鮟鱇